# Parti populaire (Panama)
Pour les articles homonymes, voir Parti populaire.
Le Parti populaire (en espagnol : Partido Popular) est un parti politique panaméen, fondé en 2001, à la suite de la fusion de plusieurs partis créés au début des années 1960, et fut la principale force d'opposition à Manuel Noriega. Il est membre de l'Organisation démocrate-chrétienne d'Amérique.